# Cedric Long
Cedric B. Long – amerykański strzelec, medalista mistrzostw świata.
W 1912 roku był kapralem w 5 Pułku Piechoty Massachusetts, zaś w 1913 roku sierżantem. Wojskowy mistrz kraju w strzelectwie i reprezentant stanu Massachusetts na zawodach krajowych. W 1912 roku zwyciężył w turnieju The President’s Rifle Trophy (jako przedstawiciel Massachusetts National Guard).
Long raz zdobył medal mistrzostw świata. Na zawodach rozegranych w 1913 roku uplasował się na najniższym stopniu podium w karabinie dowolnym w trzech postawach z 300 m drużynowo (skład zespołu: Ernest Eddy, Frederick Heidenreich, John Kneubel, Cedric Long, Edward Sweeting). Jego wynik był przedostatnim rezultatem w amerykańskiej reprezentacji.

## Medale mistrzostw świata
Opracowano na podstawie materiałów źródłowych:
| Mistrzostwa     | Konkurencja                                     | Wynik                                         | Miejsce |
| --------------- | ----------------------------------------------- | --------------------------------------------- | ------- |
| Camp Perry 1913 | Karabin dowolny, trzy postawy, 300 m, drużynowo | 4578 pkt. (druż.) 891 pkt. ind. (339–278–274) |         |